# Jurij Bondarenko
Jurij Volodymyrovyč Bondarenko (in ucraino Юрiй Володимирович Бондаренко?; Černihiv, 14 gennaio 1972) è un ex calciatore ucraino.

## Carriera da giocatore
Jurij Bondarenko è cresciuto nei settori giovanili di Desna Černihiv. Ha iniziato a giocare nel giocato anche per il Desna-3 Černihiv per poi passare alla squadra principale. Nel 1994 passa alla squadra del Torpedo Zaporižžja per tre stagioni. Ha giocato anche per il Nyva Vinnycja, Podillja, Desna Černihiv e Stal' Kam"jans'ke.